# Foveran Parish Church

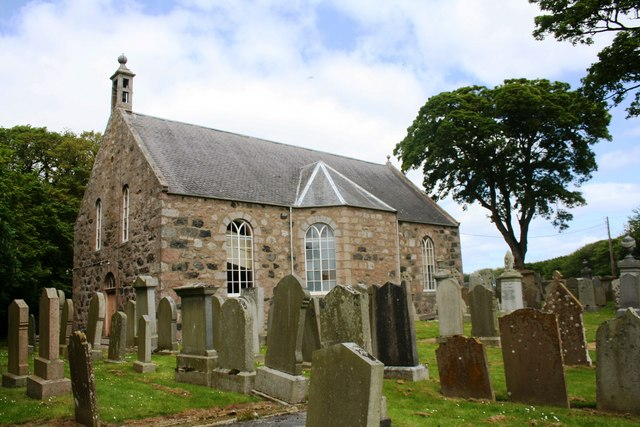
Foveran Parish Church

Die Foveran Parish Church ist eine Pfarrkirche der presbyterianischen Church of Scotland in der schottischen Ortschaft Foveran in der Council Area Aberdeenshire. 1971 wurde das Bauwerk in die schottischen Denkmallisten in der Kategorie B aufgenommen. Der zugehörige Friedhof ist separat als Denkmal der Kategorie C klassifiziert. Eine Grabplatte im Inneren der Kirche ist als Denkmal der höchsten Denkmalkategorie A eingestuft.

## Geschichte
Am Standort befand sich zuvor eine mittelalterliche Kirche, von der heute keine sichtbaren Überreste mehr vorhanden sind. Die heutige Foveran Parish Church wurde 1794 errichtet. 1852 wurden Instandsetzungsarbeiten am Gebäude ausgeführt. Die Kirchenbänke wurden 1871 und die Galerie sechs Jahre später erneuert. Das apsidial ausgeführte Orgelzimmer an der Südseite wurde 1901 ergänzt.

## Beschreibung
Die Foveran Parish Church steht direkt an der A975 im Weiler Foveran. Das kleine, längliche Gebäude ist mit vier Rundbogenfenstern an der Südfassade und rundbogigen Portalen an den Giebelseiten ausgeführt. Sein Mauerwerk besteht aus Granit. Die U-förmige Galerie im Inneren ruht auf gusseisernen Säulen, die im oberen Bereich als Arkade mit Überwürfen gestaltet sind.
Eine Bruchsteinmauer umfriedet den umgebenden Friedhof. Es sind wenige historische Grabsteine erhalten. Die mittelalterliche Grabplatte Turing Slab ist nach der Familie Turing benannt, welche die lokalen Lairds stellte. Sie ist 2,22 Meter lang, 1,03 Meter breit und 14 Zentimeter dick. Die gut erhaltene, aber mittig gebrochene Platte zeigt zwei gerüstete Personen.